# 프렌치쿼터

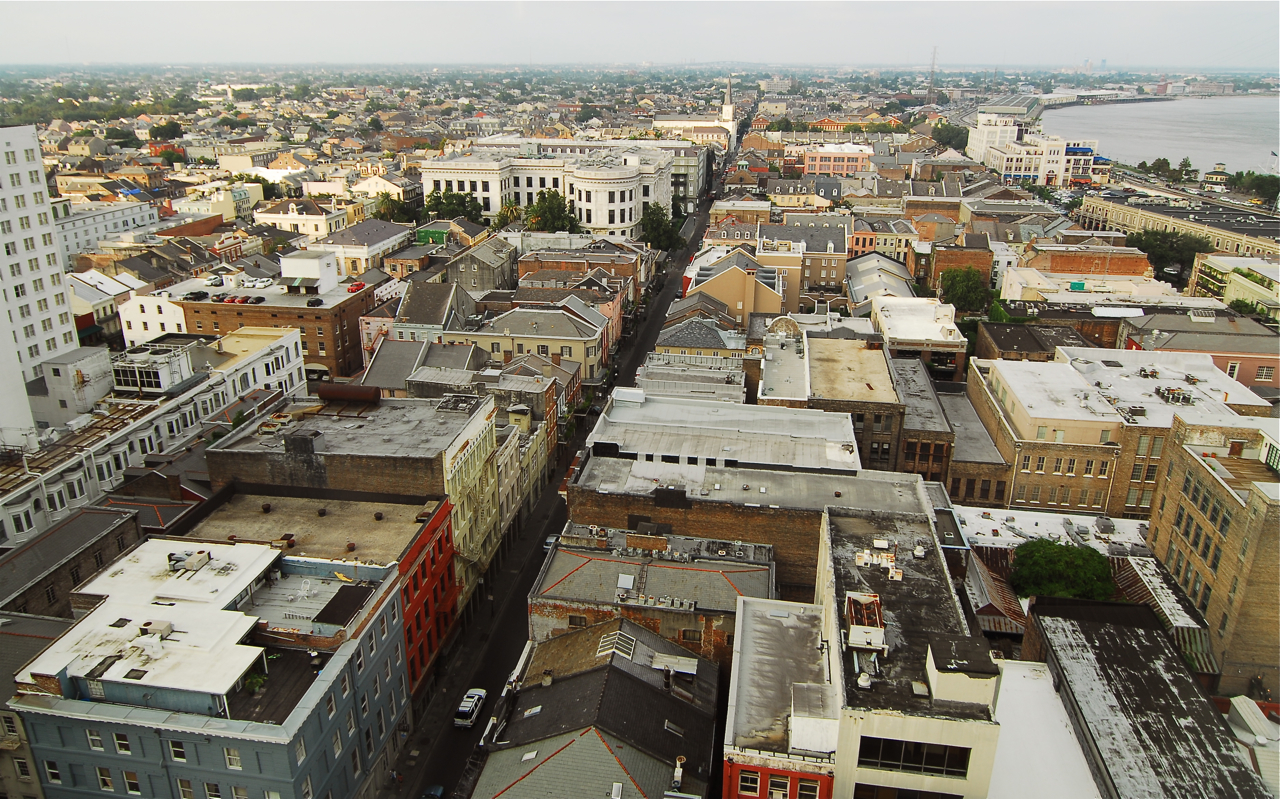

프렌치쿼터(French Quarter)는 뉴올리언스시에서 가장 오래된 이웃 지역이다. 뉴올리언스(프랑스어: a Nouvelle-Orléans)가 1718년 세워진 이후 이 도시는 중앙광장인 올드스퀘어(Vieux Carré) 주변에서 발달했다. 이 구는 오늘날 흔히 프렌치쿼터로, 간단히는 "더 쿼터"(The Quarter)로 불리는데, 이는 1803년 루이지애나 매입 이후 도시의 미국 이민에 대한 변화와 관련된다.